# Pollo General Tso
El Pollo General Tso (También conocido como Pollo General Tao, pollo General Tso o pollo General Gau) es un plato de pollo frito ácido-picante, popular en la cocina sino-estadounidense y sino-canadiense. 

## Etimología
El nombre de este plato fue ideado por el chef de cocina Peng Chang-kuei, quien decidió llamarlo Pollo General Tso en honor a Zuo Zongtang (左宗棠, 1811–1885), un líder militar y estadista de la dinastía Qing oriundo de Hunan, conocido en occidente como General Tso.
Hay varias historias sobre el origen del plato. Eileen Yin-Fei afirma en su libro The Chinese Kitchen, que el platillo procede de una preparación de pollo de Hunan, y que la referencia a Zongtang en el nombre no era al militar, sino una alusión al homónimo zongtang, ‘sala de reuniones ancestral’ (en chino, 宗堂; pinyin, zōngtáng). Consistente con esta interpretación, el nombre del plato aparece algunas veces como ‘pollo sala ancestral Zuo’ (en chino tradicional, 左宗堂雞; en chino simplificado, 左宗堂鸡; pinyin, Zuǒ Zōngtáng jī).

## Orígenes
El plato original, heredado de la gastronomía de Hunan, es tradicionalmente más picante. Pero la diferencia principal es que el Pollo General Tso es dulce. Fue introducido en Nueva York a principios de la década de 1970 como ejemplo de estilo culinario de Hunan y Sichuan. El plato fue mencionado por primera vez en The New York Times en 1977.
La receta del plato Pollo General Tso no es muy conocida en China y otros lugares con grandes comunidades chinas. Es improbable que Zuo llegase a probar la receta, pues el plato no se encuentra en Changsha, la capital de Hunan, ni en Xiangyin, hogar del General Tso. Incluso los descendientes del General Tso, que siguen viviendo en Xiangyin, afirmaron no haber oído hablar del plato cuando fueron entrevistados.

### Reclamo de autoría Taiwanés
La chef y escritora Fuchsia Dunlop en The New York Times afirma que la receta fue inventada por el chef Peng Chang-kue (también llamado Peng Jia), aprendiz de Cao Jingchen.
La popularidad de la receta llevó a su adopción por parte de cocineros y escritores gastronómicos hunaneses, de gran reputación internacional. Irónicamente, cuando el chef que le dio el nombre, Peng Jia, abrió un restaurante en Hunan en los años 1990 introduciendo el pollo General Tso, terminó fracasando y cerrando porque los clientes encontraban el plato demasiado dulce.

### Reclamo de autoría Neoyorkino
Dos chefs en Nueva York reclamaron la autoría del plato: el chef Peng Chang-Kuei, dueño de su propio restaurante, y el chef T. T. Wang,  del restaurante Shun Lee Palace, Ambas historias coinciden en que la receta actual, donde la carne se fríe hasta dejarla crujiente, fue introducida por Wang bajo el nombre de «pollo General Ching», que aparece aún en algunos menús. Sin embargo, el nombre «pollo General Tso» provendría de Peng, que lo cocinaba de forma diferente.

#### Peng Chang-Kuei
Un famoso chef de cocina hunanesa de principios del siglo XX reclama la autoría de la receta: Peng Chang-Kuei (en chino, 彭長貴; pinyin, Péng Chánggùi), de origen chino y aprendiz de Cao Jingchen, u
Peng fue el cocinero de los banquetes gubernamentales nacionalistas y huyó a Taiwán con las fuerzas de Chiang Kai-shek durante la guerra civil china. Allí continuó su carrera de chef hasta 1973, cuando se trasladó a Nueva York para abrir un restaurante. Fue allí donde Peng Jia empezó a inventar nuevos platos y a modificar los tradicionales. Uno nuevo, el pollo General Tso, se preparaba originalmente sin azúcar, y más tarde fue modificado para adecuarse mejor a los gustos de los no hunaneses.
El restaurante Peng's, en la calle 44 Este de Nueva York, reclama haber sido el primer local de la ciudad en servir el pollo General Tso. Debido a que el plato era nuevo, el chef Peng Jia lo hizo la especialidad de la casa a pesar de que sus ingredientes eran corrientes. Una crítica de Peng's de 1977 menciona que su «pollo General Tso es una obra maestra salteada, sofocante tanto en sabor como en temperatura.»

#### T. T. Wang
Los Shun Lee Palaces neoyorquinos también reclaman haber sido los primeros en servir el pollo General Tso, así como que su invención se debe a un chef chino inmigrante llamado T. T. Wang en 1972. Michael Tong, propietario de estos restaurantes, dice que «abrimos el primer restaurante hunanés del país, y los cuatro platos que ofrecíamos los verás en el menú de prácticamente todos los restaurantes hunaneses actuales de Estados Unidos. Todos nos copiaron.»

## Recetas
Aunque relativamente barato de elaborar, el pollo General Tso aparece a menudo como «especialidad del chef» en restaurantes chinos de Norteamérica, con un precio mayor que otros platos. Muchos restaurantes, especialmente en zonas con muchos vegetarianos, sirven también el tofu del General Tso o el veg del General Tso (proteína de soja). Otras variantes emplean gamba, ternera o cerdo en lugar del pollo.

### Variantes regionales
El nombre del plato cambia según la región. En la Academia Naval de los Estados Unidos, el plato se sirve en el comedor principal, el King Hall, como «Pollo Almirante Tso», reflejando una temática náutica. La cadena de restaurantes chinos Pei Wei tiene una receta Pei Wei Spicy (que puede servirse con pollo u otros tipos de carne y verdura). El menú lo describe como «nuestra versión del General Chu», hecha con «salsa de chile y vinagre, cebolleta, ajo, judía china y zanahoria».
Fuera de Norteamérica, un restaurante notable que sirve el pollo General Tso es el de Peng Chang-kuei, que algunas fuentes acreditan como inventor del plato, en Taiwán. Las diferencias entre este plato «original» y el común en Norteamérica es que no es agridulce, el pollo se cocina con piel y salsa de soja.